# 프릭스 (음악 그룹)
프릭스(영어: FRIX)는 2001년에 결성된 대한민국의 4인조 음악 그룹이다.

## 활동
2000년에 음악 그룹 015B 출신 가수인 장호일 플래티늄엔터테인먼트 대표가 운영하던 인터넷 가수 캐스팅 웹사이트인 네오스타21(Neostar21)을 통해 4인조 음악 그룹 '프릭스'(FRIX)의 데뷔 계획을 수립했다. '프릭스'(FRIX)라는 이름은 "무한한 실험을 위한 선발대"(Front for Infinite Experiment)라는 의미를 담고 있는 영어 약자로서 "음악에 미친 '괴짜'(Freaks)와 같은 아이들"이라는 의미도 담고 있다. 프릭스의 멤버는 김경도, 박종민, 박태진, 이승표였는데 이승표를 제외한 나머지 멤버들은 네오스타21에서 진행된 경쟁과 투표를 통해 결정되었다. 김경도, 박종민이 보컬을 맡았고 박태진, 이승표가 래퍼를 맡았다.
프릭스는 2001년 5월에 1집 정규 앨범 《Against The World》을 발표했고 리듬 앤 블루스(R&B) 발라드 스타일을 띤 타이틀곡 〈서약 (誓約)〉으로 활동했다. 하지만 소속사가 데뷔 당시부터 음악 그룹 홍보에 이용하기 위해 멤버들의 숙소에 설치한 감시 카메라(CCTV)를 팬들에게 생중계한 사실이 확인되었다. 게다가 몇몇 팬들 사이에서 확산된 루머로 인해 멤버들이 신경쇠약 증세에 시달리면서 활동을 계속할 수 없는 상황에 이르렀는데 박태진은 불면증, 이승표는 스트레스성 위염에 시달렸다고 한다. 결국 프릭스는 데뷔한 지 불과 3개월 만에 해체되고 말았다.
그 후 김경도는 현재 작곡가로 전업하여 두번째 별이라는 예명으로 활동하고 있으며 이승표는 경기도 용인시의 한 세차장을 운영하고 있다. 나머지 멤버인 박태진과 박종민의 근황은 알려지지 않았다.

## 작품

### 음반
- 정규 1집 앨범 《The First》 (2001년 5월 발매, 레이블: 포노그래프)

1. Frix Rules!!
2. Incubus
3. 서약 (誓約)
4. Fly
5. 말하고 싶어요
6. Turn To You
7. Nice
8. 우남악녀 (愚男惡女) (남자는 어리석고 여자는 영악하다)
9. 야심 (夜心)
10. 미쳤나봐 (Crazy 4 U)
11. 그날의 오후
12. Happy Hippy Me
13. 서약 (誓約) (Instrumental)

- 정규 1집 앨범 《The First》 (리패키지, 2006년 6월 발매)

1. Nice
2. 말하고 싶어요
3. 서약 (誓約) (Instrumental)
4. 서약 (誓約)
5. 야심 (夜心)
6. 미쳤나봐 (Crazy 4 U)
7. Frix Rules!!
8. Happy Hippy Me
9. 우남악녀 (愚男惡女) (남자는 어리석고 여자는 영악하다)
10. Turn To You
11. Incubus
12. 그날의 오후
13. Fly
14. 슬픔 속에 그댈 지워야해
15. 입맞춤